# Bob Florence
Bob Florence (Los Ángeles, 20 de mayo de 1932-Los Ángeles, 15 de mayo de 2008) fue un músico estadounidense de jazz, pianista, compositor, arreglista y líder de big band.

## Biografía
Niño prodigio, Florence empezó a tomar clases de piano antes de cumplir los cinco años y a los siete dio su primer recital. Aunque sus primeros estudios fueron de música clásica, se sintió atraído por el jazz y la big band. Fue al City College de Los Ángeles y estudió arreglos y orquestación con Bob McDonald. Se unió a la big band de la universidad, y entre sus compañeros se encontraban Herb Geller y Tommy Tedesco.
Florence pasó la mayor parte de su carrera con grandes bandas, como líder, intérprete, compositor y arreglista. Tras graduarse en la universidad, formó parte de bandas dirigidas por Les Brown, Louis Bellson y Harry James. Su arreglo de (Up A) Lazy River para Si Zentner fue un éxito en 1960 y ganó un premio Grammy. Dave Pell le contrató para trabajar a tiempo completo como arreglista para Liberty Records. El trabajo le dio la oportunidad de componer en varios géneros: bossa nova con Sérgio Mendes, jazz con Bud Shank y pop vocal con Vic Dana, Bob fue el pianista del éxito de Bobby Vee Take Good Care Of My Baby, primero en las listas durante varias semanas en 1961.
Trabajó a menudo en Hollywood como director de banda, compositor y arreglista para programas de variedades de televisión, presentados por Dean Martin, Red Skelton y Andy Williams, y escribió arreglos para la banda del Tonight Show dirigida por Doc Severinsen. Ganó un premio Emmy por un programa de Linda Lavin (1981) y otro por un concierto de Julie Andrews (1990).
En 1979 retomó una carrera discográfica que se había visto desviada por otros trabajos. Doce años separan Pet Project (World Pacific, 1967) de Live at Concerts By The Sea (Trend, 1979). Su álbum, Magic Time (1984), fue el primero acreditado a su big band de dieciocho músicos, la Bob Florence Limited Edition. La banda publicó álbumes a lo largo de los años 1980 y 1990. En 2000, Serendipity 18 ganó el premio Grammy a la mejor interpretación de jazz por una gran banda. Recibió quince nominaciones a los Grammy durante su carrera.
Florence residió sus últimos años en Thousand Oaks, California y falleció de neumonía a la edad de 75 años el 15 de mayo de 2008 en un hospital de Los Ángeles.

## Discografía

### Como líder
| Año de grabación | Título                                                      | Discográfica                                                                          | Notas                                      |
| ---------------- | ----------------------------------------------------------- | ------------------------------------------------------------------------------------- | ------------------------------------------ |
| 1958             | Meet the Bob Florence Trio                                  | Era Records EL-20003; CD reissue: Fresh Sound FSRCD-303                               |                                            |
| 1959             | Name Band: 1959                                             | Carlton LP12/115; reissue: Carlton LP12/139 (1962); CD reissue: Fresh Sound FSCD-2008 | Con big band                               |
| 1960             | Bongos/Reeds/Brass                                          | HiFi Records L-1001; CD reissue: Essential Media Group                                | Con big band                               |
| 1964             | Here and Now! (Bold, Swinging Big Band Ideas)               | Liberty LRP-3380/LST-7380                                                             | Con big band                               |
| 1967             | Pet Project: The Bob Florence Big Band Plays Pet Clark Hits | World Pacific WP-1860/WPS-21860                                                       | Con big band                               |
| 1979             | Live at Concerts By The Sea                                 | Trend 523                                                                             | Con big band                               |
| 1981             | Westlake                                                    | Discovery 832                                                                         | Con big band                               |
| 1982             | Soaring                                                     | Bosco 3; CD reissue: Sea Breeze SB-2082                                               | Con big band                               |
| 1984             | Magic Time                                                  | Trend 536                                                                             | Con big band                               |
| 1986             | The Norwegian Radio Big Band Meets Bob Florence             | Odin 18                                                                               |                                            |
| 1987             | Trash Can City                                              | Trend 545                                                                             | Con big band                               |
| 1988             | State of the Art                                            | USA Music Group 589                                                                   | Con big band                               |
| 1990             | Treasure Chest                                              | USA Music Group 680                                                                   | Con big band                               |
| 1993             | Funupsmanship [live]                                        | MAMA 1006                                                                             | Con big band                               |
| 1995             | With All the Bells and Whistles                             | MAMA 1011                                                                             | Con big band                               |
| 1997             | Earth                                                       | MAMA 1016                                                                             | Con big band                               |
| 1999             | Serendipity 18                                              | MAMA 1025                                                                             | Con big band                               |
| 2001             | Another Side                                                | MAMA 1029                                                                             | Solo piano                                 |
| 2003             | Whatever Bubbles Up                                         | Summit 360                                                                            | Con big band                               |
| 2005             | Friends, Treasures, Heroes                                  | Summit 430                                                                            | Solo piano                                 |
| 2006             | Eternal Licks & Grooves                                     | MAMA 1030                                                                             | Con big band                               |
| 2007             | You Will Be My Music                                        | MAMA 1031                                                                             | Florence (piano) con Annette Sanders (voz) |
| 2009             | Legendary                                                   | MAMA 1037                                                                             | Con big band                               |

### Como arreglista/director
Con Count Basie
- Basie on the Beatles (Happy Tiger, 1969)

Con Louie Bellson
- The Brilliant Bellson Sound (Verve, 1959)
- Big Band Jazz from the Summit (Verve, 1962)

Con Harry James
- Harry James...Today! (MGM E/SE-3848, 1960)[5]
- The Solid Gold Trumpet of Harry James (MGM E/SE-4058, 1962)[6]

Con Sérgio Mendes
- The Great Arrival (Atlantic, 1966)

Con Joe Pass
- A Sign of the Times (World Pacific, 1965)

Con Bud Shank
- California Dreamin' (World Pacific, 1966)
- Michelle (World Pacific, 1966)
- Bud Shank & the Sax Section (Pacific Jazz, 1966)
- Bud Shank Plays Music from Today's Movies (World Pacific, 1967)

### Como acompañante
Con Julie Andrews
- Love Julie (USA Music Group, 1987)

Con Sue Raney
- Sings the Music of Johnny Mandel (Discovery, 1982)
- Ridin' High (Discovery, 1984)
- Flight of Fancy: A Journey of Alan & Marilyn Bergman (Discovery, 1986)

Con Brian Swartz Quartet
- Live at the Jazz Bakery (Summit, 2005)

Con Bud Shank
- Girl in Love (World Pacific, 1966)
- Taking the Long Way Home (Jazzed Media, 2006)

Con Joanie Sommers
- Dream (Discovery, 1980 [rel. 1983])
- Here, There and Everywhere! (Absord, 2000 [rel. 2004])